# Корж, Николай Афанасьевич
Николай Афанасьевич Корж (укр. Микола Панасович Корж; 24 июня 1921, с. Парышков, Киевская губерния, Украинская ССР — не ранее 1994) — советский и украинский государственный, партийный и общественный деятель. Депутат Верховного Совета Украинской ССР VII—VIII созывов. Кандидат в члены ЦК КП Украины (1971—1976). Член ЦК КП Украины (1976—1986). Депутат Верховного Совета СССР IX—X созывов.

## Биография
Родился 24 июня 1921 в селе Парышков Киевской губернии, Украинской ССР (ныне село в составе Барышевской поселковой общины Броварского района Киевской области Украины), в крестьянской семье. Окончил Парышковскую сельскую школу.
В 1939 — 1946 г. — служил в Красной армии: начальник радиостанции, командир радиовзвода 104-й отдельной роты связи 264-й штурмовой авиационной дивизии. Участник Второй мировой войны, воевал на Северо-Западном, Калининском, Воронежском, 1-м Украинском и 2-м Украинском фронтах.
В 1943 году стал членом ВКП(б).
В 1946 — 1947 г. — обучение в Киевском государственном университете.
В 1947 — 1949 г. — 1-й секретарь Барышевского районного комитета ЛКСМУ Киевской области. В 1949 — 1950 г. — секретарь районного комитета КП(б)У Киевской области.
В 1950 — 1952 г. — обучение в Днепропетровской двухгодичной партийной школе.
В 1952 — 1953 г. — 2-й секретарь Жашковского районного комитета КПУ Киевской области.
В 1953 — 1958 г. — председатель исполнительного комитета Жашковской районного Совета депутатов трудящихся; 1-й секретарь Жашковского районного комитета КПУ Черкасской области.
В 1958 — 1961 г. — обучение в Высшей партийной школе при ЦК КПСС.
В 1961 — 1962 г. — начальник Черкасского областного управления заготовок сельскохозяйственных продуктов. В апреле 1962 — феврале 1963 г. — 1-й заместитель начальника Черкасского областного управления производства и заготовок сельскохозяйственных продуктов.
В феврале 1963 — декабре 1964 г. — заместитель председателя исполнительного комитета Черкасского сельского областного Совета депутатов трудящихся.
В декабре 1964 — апреле 1967 г. — 1-й заместитель председателя исполнительного комитета Черкасского областного Совета депутатов трудящихся.
В апреле 1967 — сентябре 1973 г. — председатель исполнительного комитета Черкасского областного Совета депутатов трудящихся.
15 августа 1973 — 5 апреля 1979 г. — 1-й секретарь Волынского областного комитета КПУ.
26 марта 1979 — 4 октября 1983 г. — министр совхозов Украинской ССР.
С октября 1983 — на пенсии.
В 1984—1994 гг. возглавлял Украинское общество охотников и рыболовов.

## Звание
- старшина

## Награды
- орден Отечественной войны 2-й ст. (6.04.1985)
- орден Красной Звезды (1945)
- Медаль «За отвагу»
- медали